# 中国共产党广东区执行委员会
中共广东区执行委员会（简称中共广东区执委）是中国共产党成立初期的区执行委员会之一，负责领导中共在广东、广西、福建、云南地区的工作。

## 历史
1921年春，陈独秀、谭平山、陈公博、谭植棠及米诺尔、别斯林等在广州成立广州共产党。7月，陈公博作为广东党组织的代表参加中共一大。8月，中共广东支部成立，谭平山任书记。
1922年6月，根据中共中央决定，中共广东区执行委员会（广东区执委）成立，谭平山继任书记一职。六一六事变事变后，陈公博因支持陈炯明而被开除出党。1923年6月中共三大后，谭平山任中央驻粤代表。
1924年初，广东区执委改为中共广州地方执行委员会（广州地执委），直属于中共中央局。10月，广州地执委恢复为中共广东区执行委员会（广东区执委，又称两广区执委），周恩来任委员长。1925年5月，中共中央局在广东成立派出机构临时委员会，以指导广东地区的工作，委员会成员包括谭平山、周恩来、罗亦农、陈延年、鲍罗廷。
1927年广州四一五事件后，中共地方组织遭到破坏。广东区执委暂迁香港，并改为中共广东特别委员会（广东特委），另建中共广州市委。8月，根据中共中央决定，中共广东省委成立。

## 主要成员

### 广东支部（1921年8月－1922年6月）
- 书记：谭平山
- 组织：陈公博
- 宣传：谭植棠
- 《广东群报》总编辑：陈公博

### 广东区执行委员会（1922年6月－1924年初）
- 书记：谭平山
- 负责人：冯菊坡、谭平山
- 组织：陈公博
- 宣传：谭植棠

### 广州地方执行委员会（1924年初－10月）
- 负责人：冯菊坡
- 委员：冯菊坡（其余不详）

### 广东区执行委员会（1924年10月－1927年4月）
- 委员长：周恩来
- 书记：陈延年
- 委员：陈延年、周恩来、罗亦农、张太雷、任卓宣、熊雄、恽代英、冯菊坡、刘尔崧、阮啸仙、彭湃、罗绮园、蔡畅、邓颖超、区梦觉、林伟民、邓中夏、苏兆征、何曜全（其余不详）
- 秘书：陈延年
- 秘书长：赖玉润（先声）
- 组织部部长：陈延年、穆青（木青）
- 宣传部部长：周恩来、罗亦农、张太雷、任卓宣
- 军事运动委员会书记、军事部部长：周恩来、张伯简、熊雄
- 职工运动委员会书记：冯菊坡、刘尔崧、黄平
- 农民运动委员会书记：阮啸仙、彭湃、罗绮园
- 青年运动委员会书记：黄居仁、杨善集
- 妇女运动委员会书记、妇女部部长：蔡畅、邓颖超、区梦觉
- 学生运动委员会书记：沈宝同
- 监察委员会书记：林伟民
- 《人民周刊》主编：张太雷

### 广东特别委员会（1927年5月－7月）
- 负责人：穆青、赖玉润

## 直属地执委、部委、支部
| 广东 - 黄埔军校支部→黄埔军校特支（1924年秋冬－1926年3月） - 酒米柴炭工会支部 - 碾谷工会支部 - 手车工会支部 - 粤汉铁路支部（1923年12月－1924年10月以后） - 广（州）三（水）铁路支部（1924年－） - 省港罢工特别委员会（1925年6月－） - 石井兵工厂支部（1926年春－） - 广（州）九（龙）铁路支部（1926年冬－） - 广东大学支部→中山大学总支（1926年初－1927年4月） - 叶挺独立团支部（1925年冬－） - 广州妇女支部（1924年冬－1925年春） - 广州芳村大冲口支部 - 广州市委员会（1927年4月－7月） - 顺德县支部（1924年11月－1927年7月） - 东莞支部→东莞特支→东莞地执委（1924年12月－1927年3月） - 花县支部（1924年12月或1925年1月－1927年4月） - 新会支部、江门支部（1924年春－1927年4月） - 四邑地执委→五邑地执委（1927年1月－1927年7月） - 新会县部委员会（1927年1月－7月） - 清远县支部→清远县党组（1925年5月－1927年4月） - 宝安县支部→宝安县特支（1925年7月－1927年7月） - 中山县支部（1925年12月－1927年7月） - 佛山支部（1926年－1927年4月） - 三水县支部（1926年5或6月－1927年秋） | - 南海县支部（1927年春－7或8月） - 新塘支部（1926年1月－1927年7月） - 广宁支部→广宁地执委（1924年11月－1927年7月） - 鹤山支部（1924年11月－1925年冬） - 四会县支部→四会县特支（1925年12月－1927年5月） - 开平支部（1926年秋－1927年1月） - 西江地方执行委员会（1926年1月－1927年7月） - 海陆丰支部→海陆丰特支（1925年3月－10月） - 海陆丰地方执行委员会（1925年10月－1927年夏） - 秋溪支部（1925年4月－1926年春） - 象山特别支部（1926年春－） - 龙川特别支部（1925年10月－1926年8月） - 紫金特别支部（1925年12月－） - 惠州特支→惠州地执委（1925年11月－1927年7月） - 汕头特别支部（1925年3月－12月） - 大埔县支部（1925年夏－11月） - 五华特别支部（1925年7月－1927年3月） - 潮海特委→汕头地执委（1925年12月－1927年4月） - 梅县特支→梅县部委（1926年夏－1927年4月） - 五华县临时部委员会（1927年3月－） - 东江特别委员会（1927年4月－7月） - 汕头市委员会（1927年7月） - 电白县支部（1925年6月－1927年7月） - 吴川县支部→吴川县特支（1926年3月－1927年1月） - 梅菉市支部→梅菉市特支（1926年3月－1927年1月） - 阳江县支部（1926年3月－1927年1月） | - 廉江县支部（1926年4月－1927年1月） - 茂名县支部（1926年5月－1927年1月） - 遂溪县支部→遂溪县部委（1926年6月－1927年1月） - 海康县支部（1926年6月－1927年1月） - 化县支部（1926年8月－1927年1月） - 南路地方执行委员会（1927年1月－） - 琼崖特别支部（1926年2月－6月） - 琼崖地执委→琼崖特委（1926年6月－1927年7月） - 曲江支部（1925年12月－） - 广东省农会北江办事处支部（1926年1月－冬） - 曲江乌白支部（1926年5月－冬） - 英德县支部（1926年春夏－冬） - 南雄县支部→南雄县特支（1926年6月－冬） - 北江地方执行委员会（1926年冬－1927年4月） 广西 - 梧州支部→梧州地执委（1925年10月－1927年5月） - 南宁支部→南宁地执委（1926年春－1927年9月） - 广西地方执行委员会（1927年5月－9月） 福建 - 厦门大学支部（1926年2月－1927年4月） - 厦门特别支部（1926年4月－1927年1月） - 厦门市执行委员会（1927年1月） - 闽南部委员会→闽南特别委员会（1927年1月－7月） 云南 - 云南特支→云南特委（1926年11月－1927年7月） |